# Alphonse Osbert

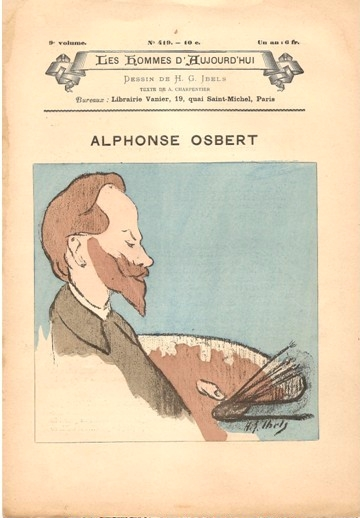
Alphonse Osbert, 1891

Alphonse Osbert (Parijs, 23 maart 1857 – aldaar, 11 augustus 1939) was een Frans kunstschilder. Hij wordt gerekend tot het symbolisme.

## Leven en werk
Osbert studeerde aan de École des Beaux Arts en werd aanvankelijk vooral geïnspireerd door Spaanse meesters als Jusepe de Ribera. In de loop van de jaren 1880 verliet hij zijn academische, naturalistische stijl en kwam hij onder invloed te staan van het symbolisme. Zijn grote voorbeeld was Pierre Puvis de Chavannes. Vaak schilderde hij statische muze-achtige vrouwenfiguren in mysterieus belichte landschappen. Hij exposeerde onder andere in de Salon de la Rose-Croix.
Osbert nam ook pointillistische technieken over van Georges Seurat. In zijn latere jaren maakte hij diverse grote muurschilderingen, onder andere in de Centre Thermal des Dômes (1903 - 1904) en de Cathedrale Saint-Louis (1915), beide in Vichy.
In de jaren 1890 werd Osbert wel geassocieerd met Joséphin Péladan en zijn orde van de Rozenkruisers.

## Galerij

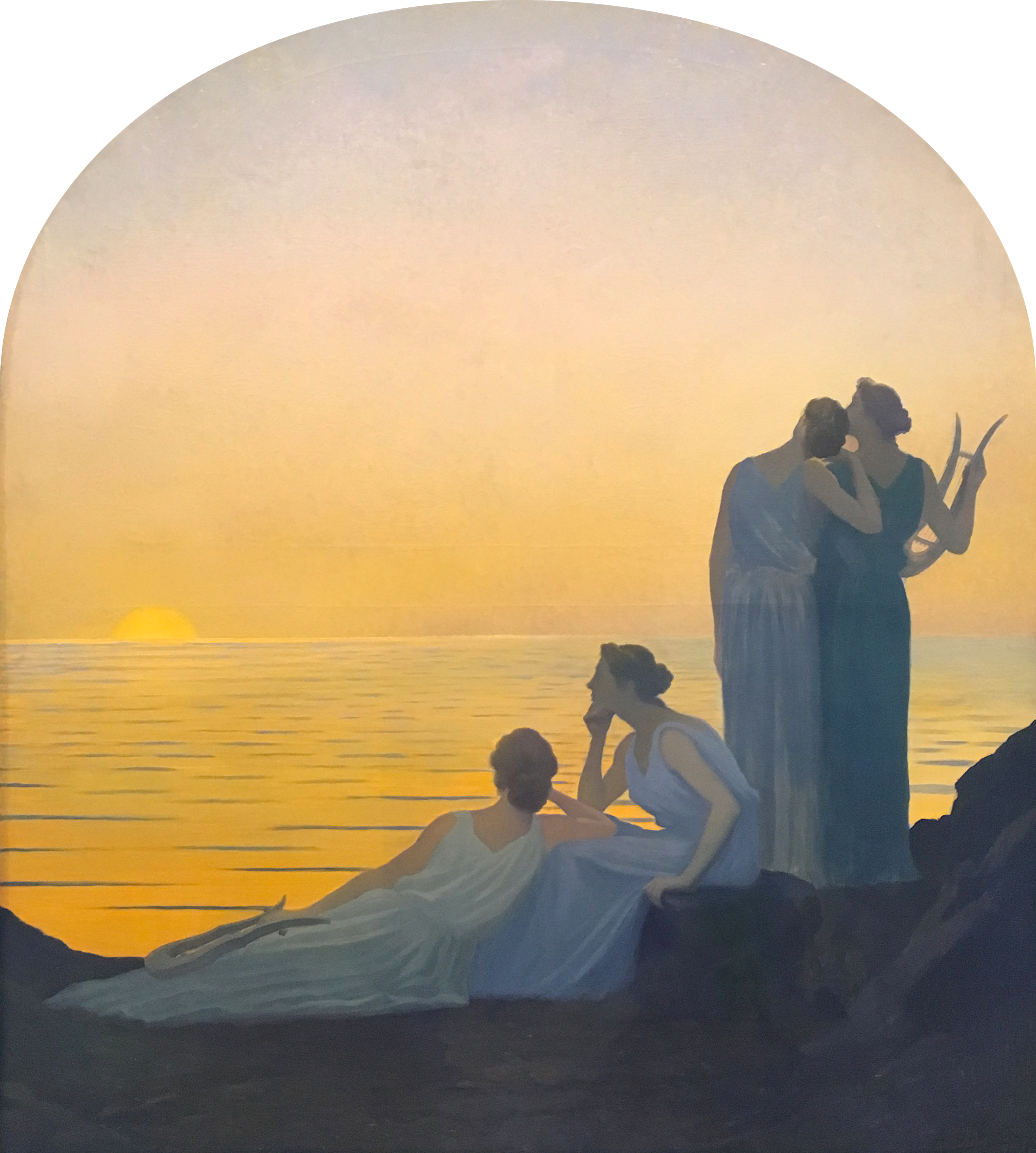
Evening in the Antique, 1908
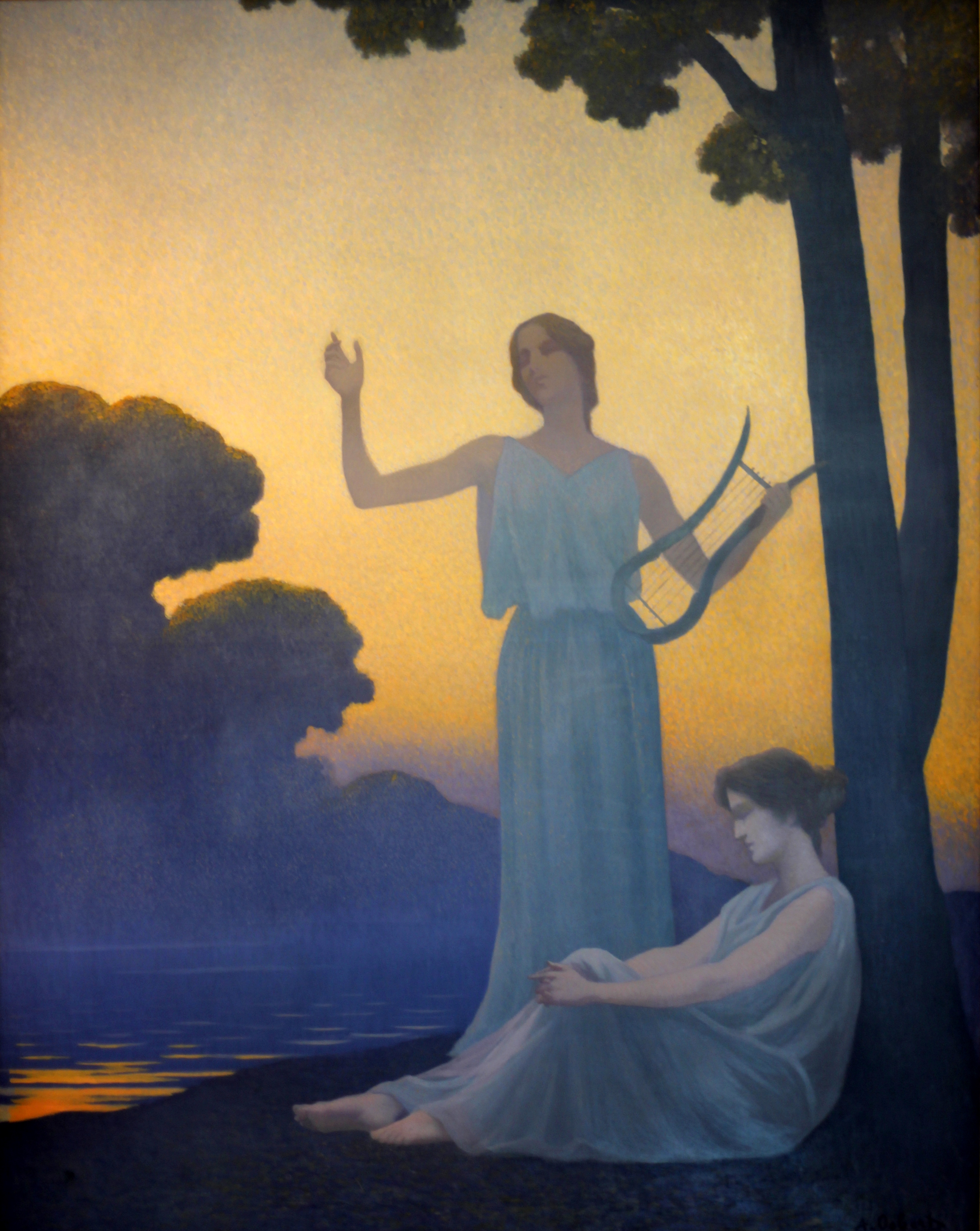
Chant du Soir, 1906
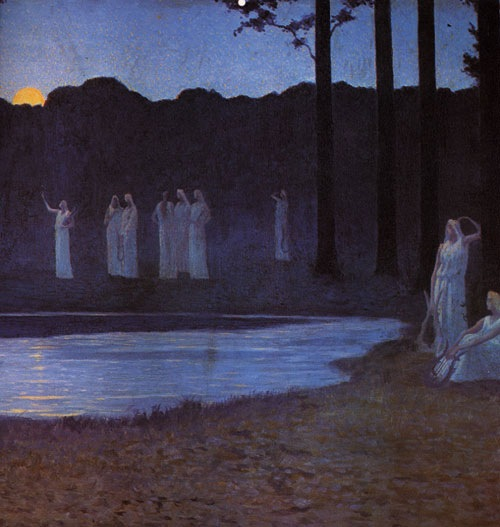
Songs of the Night, 1896
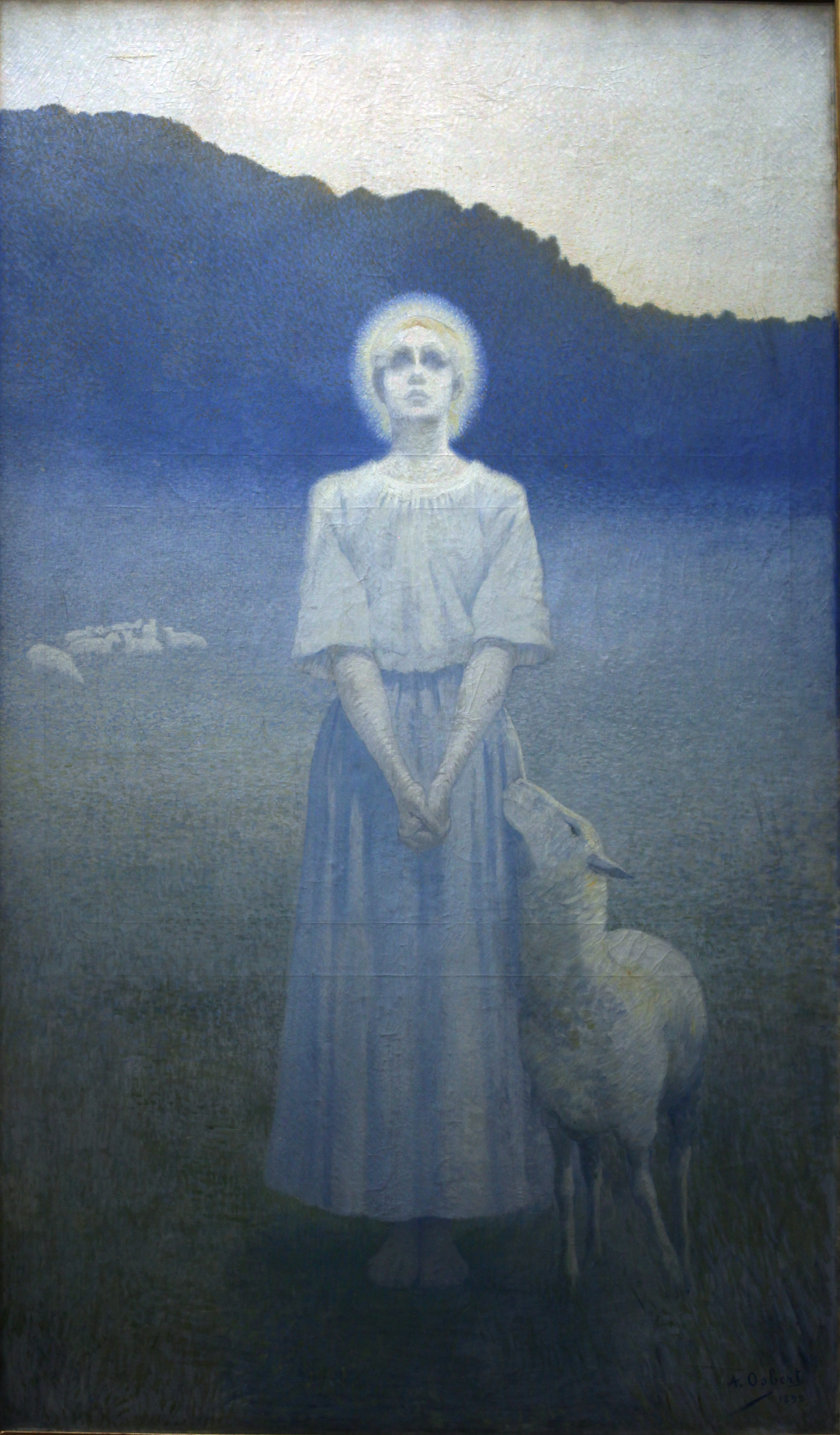
Vision de Sainte Geneviève, 1892
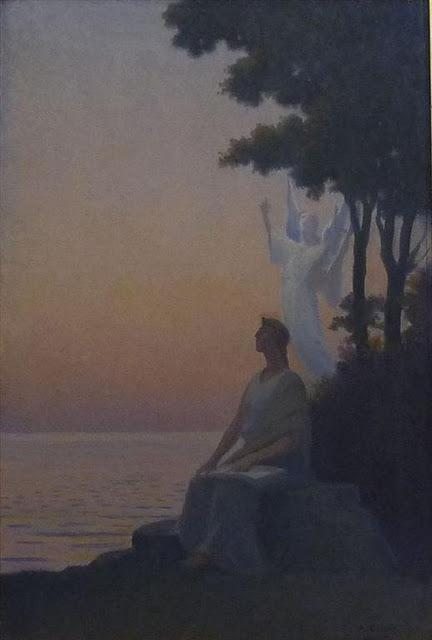
L’inspiration, 1927
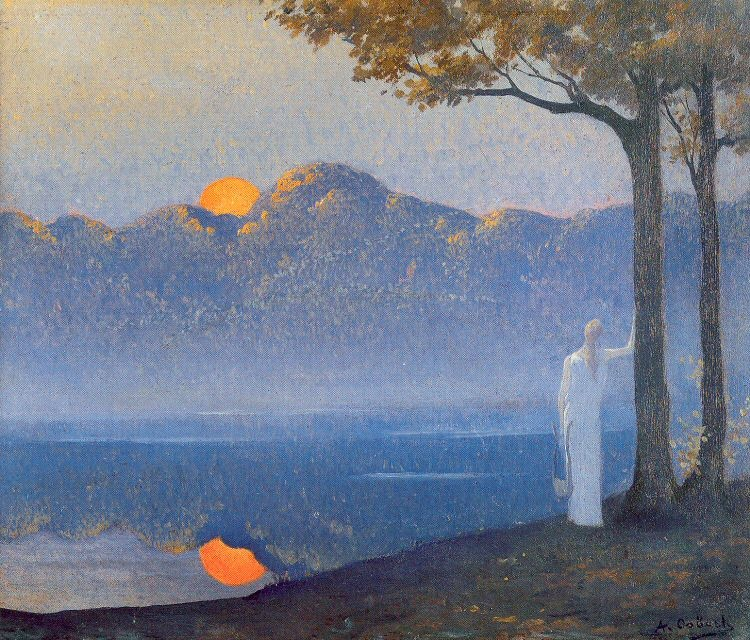
The Muse at Sunrise, 1918
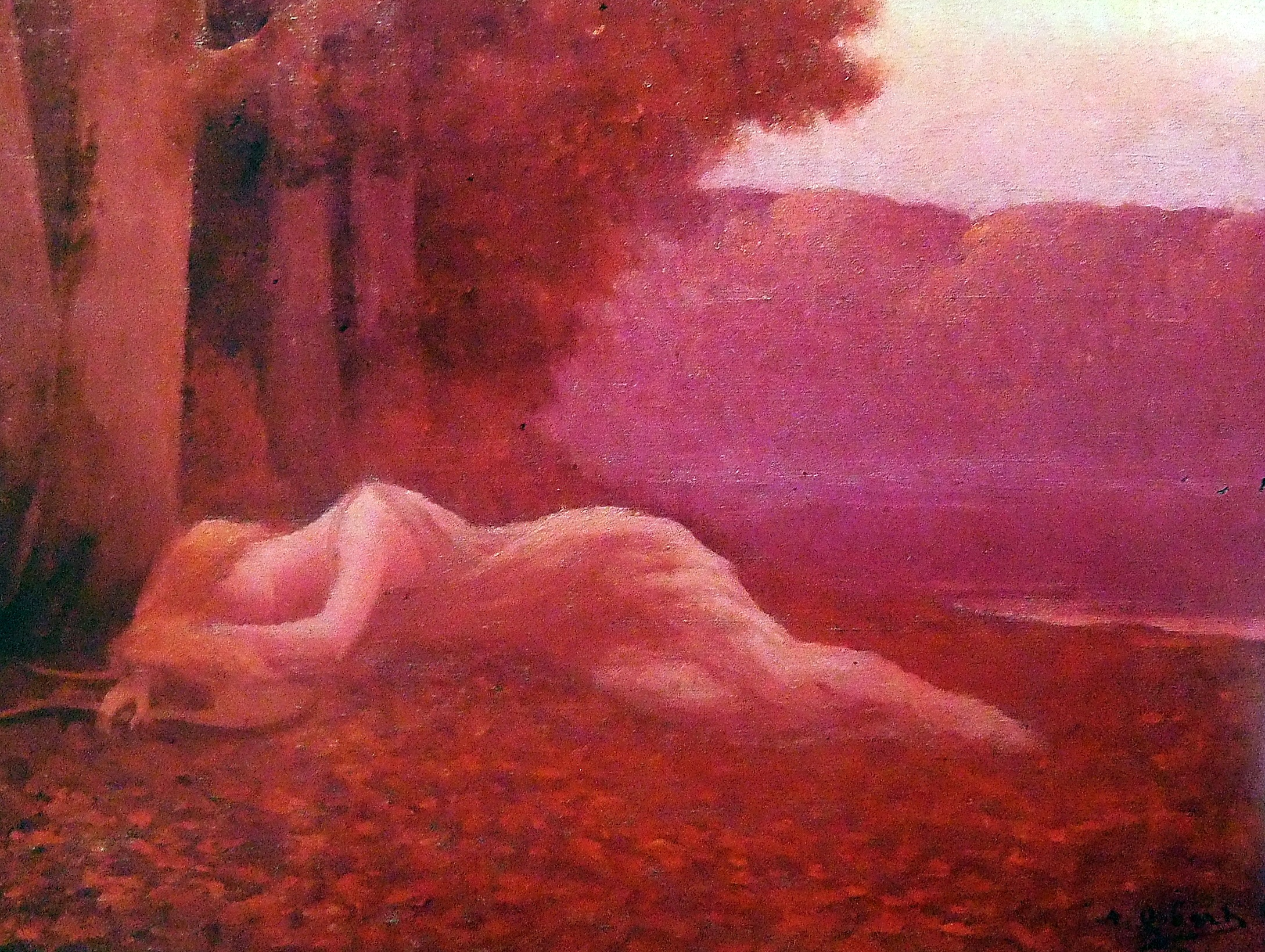
Nymph Endremie, 1905
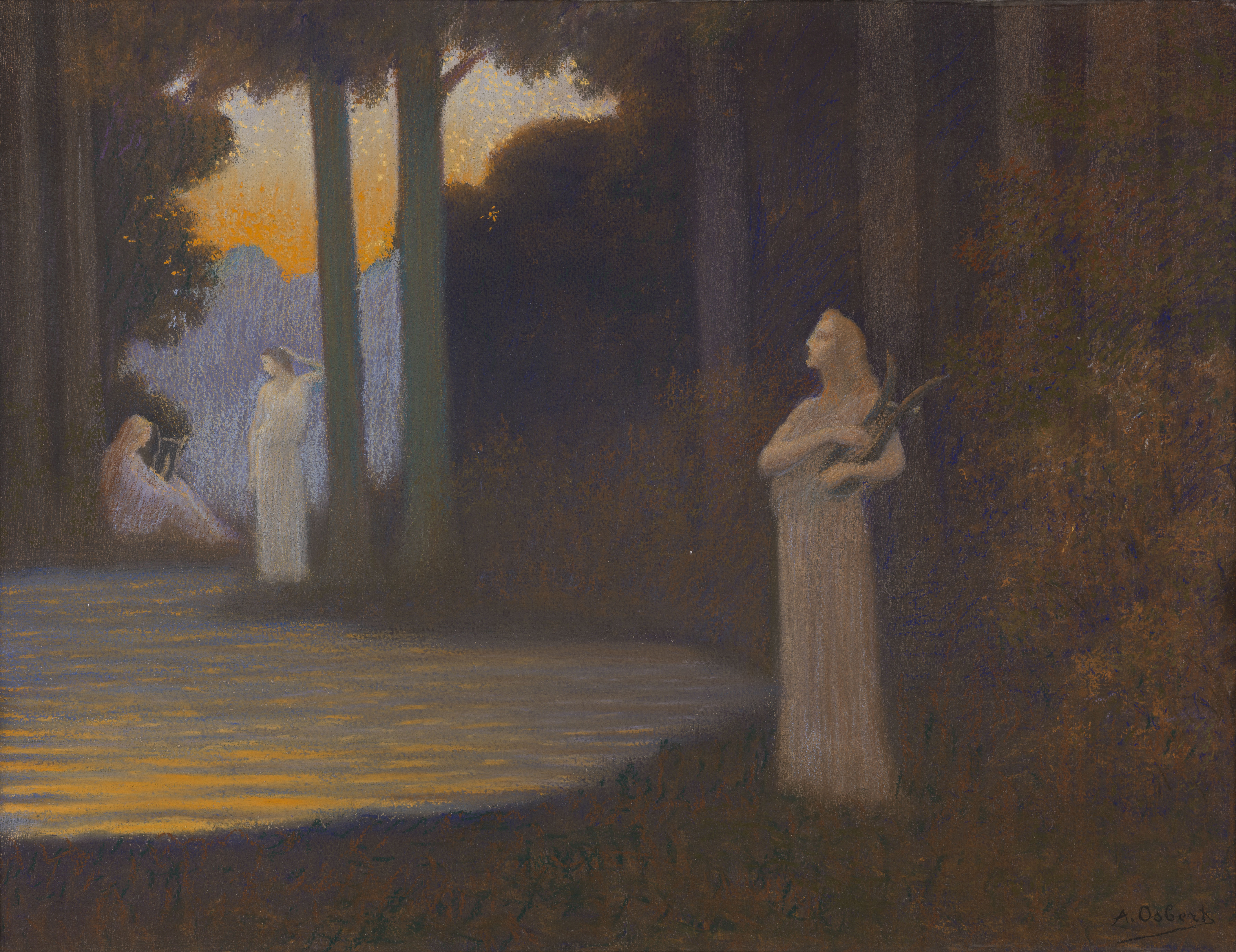
Lyricism of the Forest, 1883
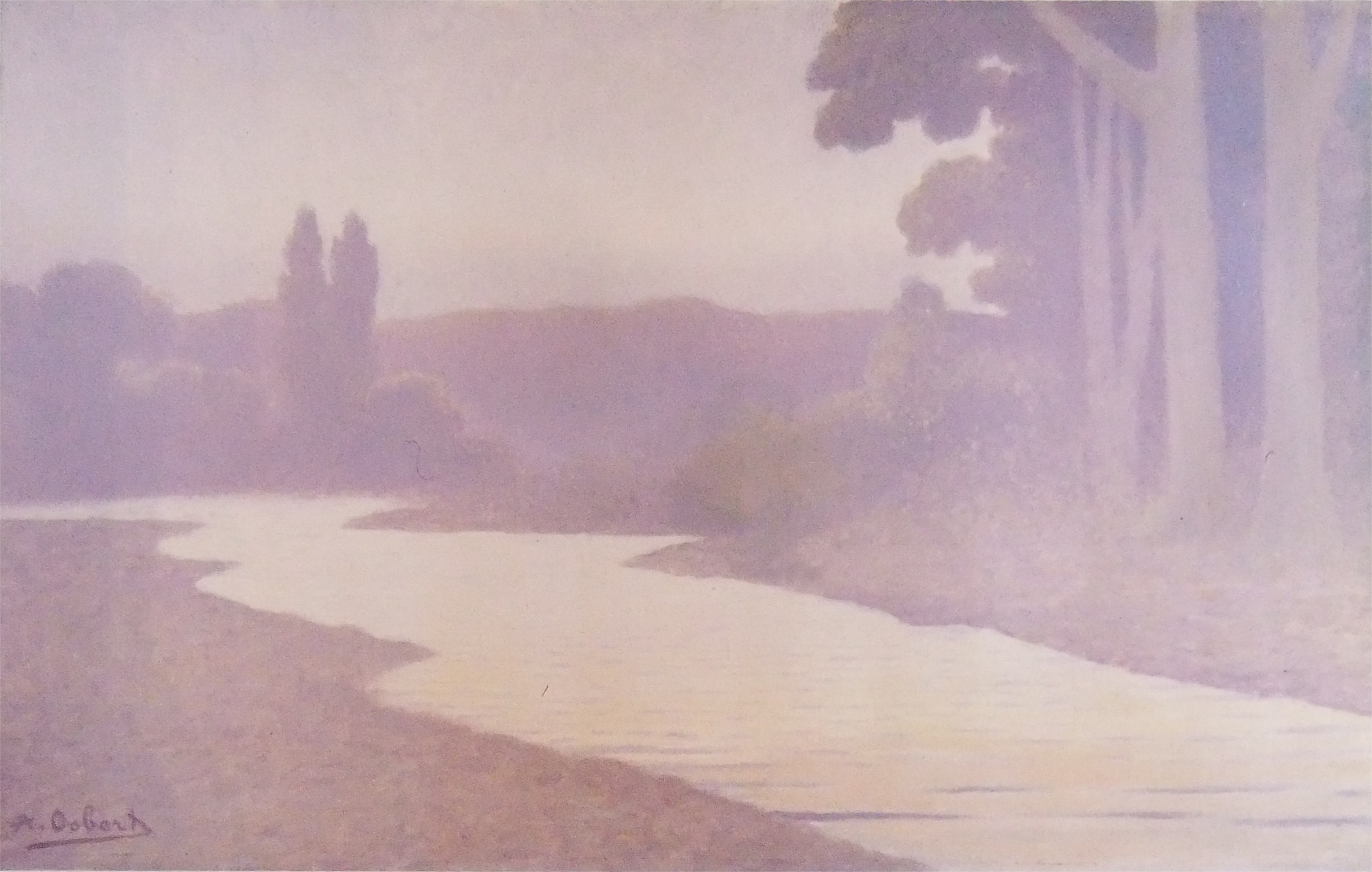
La Rivière, 1897
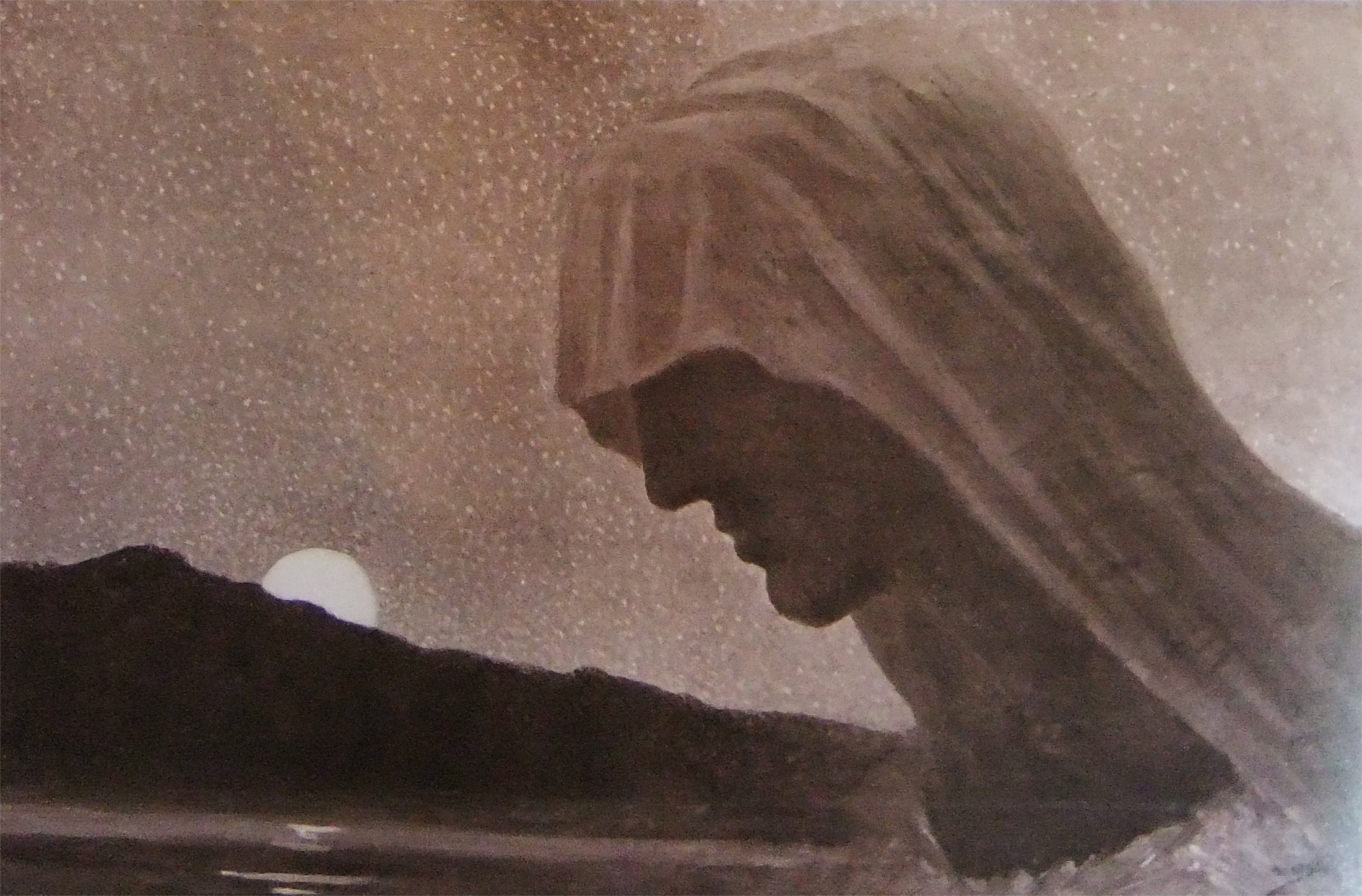
Sappho, 1888
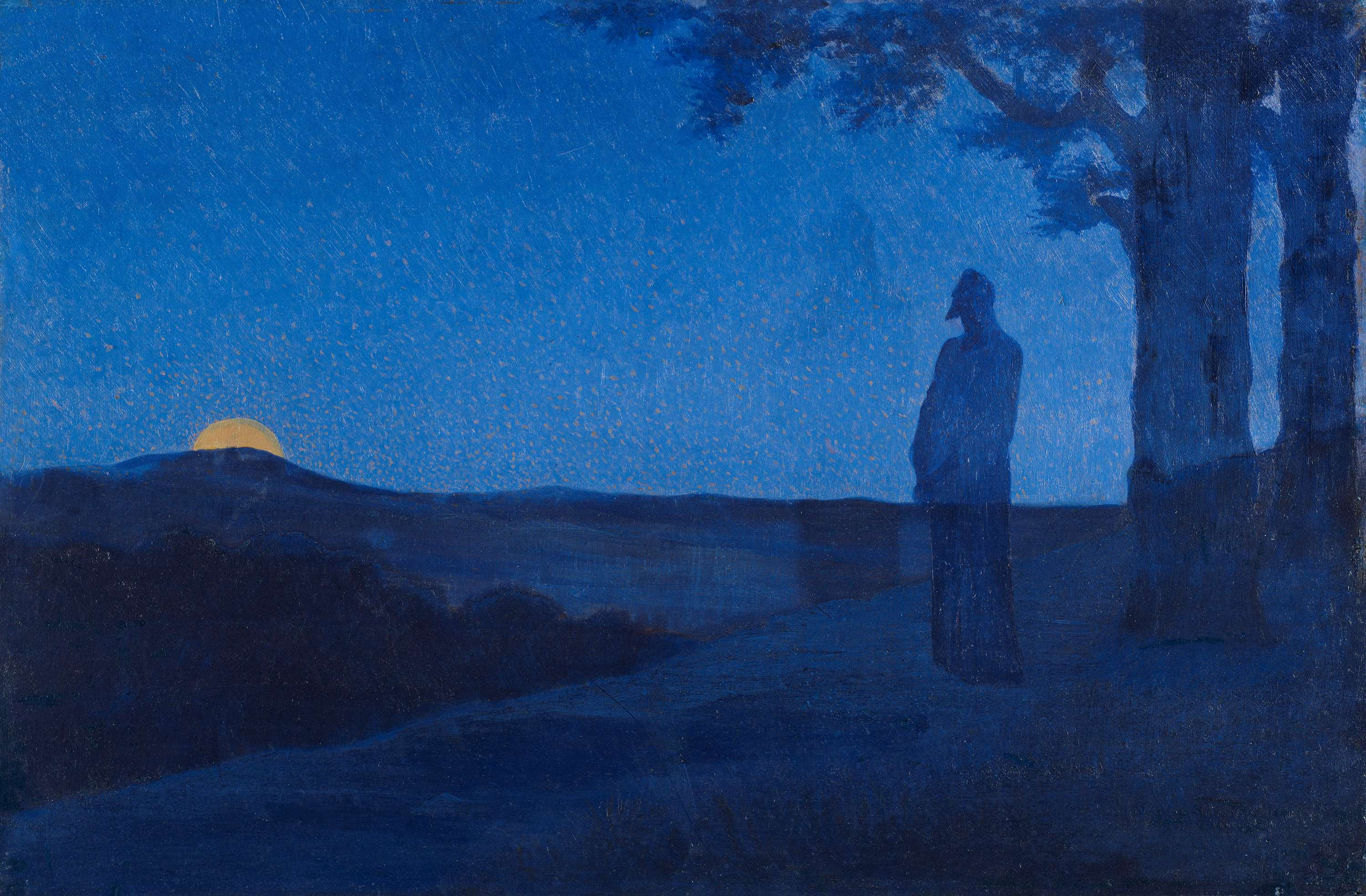
La Solitude du Christ, 1897